# سته لاگوآس
سته لاگوآس (به پرتغالی: Sete Lagoas) یک سکونتگاه مسکونی در برزیل است که در میناس گرایس واقع شده‌است.

## خصوصیات
سته لاگوآس ۵۳۷٫۴۷۶ کیلومترمربع مساحت و ۲۲۷٬۵۷۱ نفر جمعیت دارد و ۷۶۶٫۷۳ متر بالاتر از سطح دریا واقع شده‌است.